# Achalinus spinalis
Achalinus spinalis е вид влечуго от семейство Xenodermatidae. Видът не е застрашен от изчезване.

## Разпространение
Разпространен е във Виетнам, Китай, Лаос и Япония.